# Oslomej
Oslomej (makedonska: Осломеј) är en ort i Nordmakedonien. Den ligger i kommunen Kičevo, i den västra delen av landet, 60 km sydväst om huvudstaden Skopje. Oslomej ligger 698 meter över havet och antalet invånare är 102.